# Ockerbrust-Todityrann
Der Ockerbrust-Todityrann (Hemitriccus kaempferi), auch als Braunrücken-Spateltyrann bezeichnet, ist eine Vogelart aus der Familie der Tyrannen. Er ist in den brasilianischen Bundesstaaten Santa Catarina und Paraná endemisch.

## Merkmale
Der Ockerbrust-Todityrann erreicht eine Länge von 10 Zentimetern. Der Scheitel ist sandfarben-oliv. Die Zügel, der Augenring und die Wangen sind sandfarben. Die Oberseite ist dunkeloliv. Die Flügel sind dunkeloliv mit sandfarben-oliven Flügelbinden. An den Außenfahnen der inneren Armschwingen sind deutliche hellgelbe Ränder zu erkennen. Der Schwanz ist düster oliv. Die etwas verlängerten und nach außen geschwungenen äußeren Schwanzfedern sind durch helle Spitzen gekennzeichnet. Die Kehle und die Brust sind stumpf ocker-sandfarben mit einer grünlich-oliven Verwaschung. Der Bauch ist einheitlich hellgelb und ist gut von der ockerfarbenen Brust abgegrenzt. Die Iris ist braun bis lebhaft rehbraun. Der Schnabel ist grau, wobei der Unterschnabel ist etwas heller ist. Die Beine sind dunkelgrau. Die Geschlechter sehen gleich aus. Die Stimme besteht aus schnellen Reihen von bis zu vier schrillen, nasalen, rauen „kuit“-Tönen.

## Vorkommen
Der Ockerbrust-Todityrann ist nur von sechs Gegenden in den brasilianischen Bundesstaaten Santa Catarina und Paraná bekannt. In Santa Catarina sind dies der Río São João, die Region von Salto do Piraí, die Gegend von Joenville, Brusque, wo 1950 ein juveniles Exemplar gesammelt wurde, das Reserva Particular do Patrimônio Natural de Volta Velha nahe Itapoá und die Region nördlich von Garuva. In Paraná wurde er nur bei Floresta Estadual do Palamito und in der Área de Proteção Ambiental de Guaratuba nachgewiesen.

## Lebensraum
Der Ockerbrust-Todityrann bewohnt tropische immergrüne Wälder  und buschartige Sekundärwälder vom Tiefland bis in Höhenlagen von 250 Meter, die von den Baumarten Calophyllum brasiliense oder Tabebuia cassinoides  dominiert sind. Er bevorzugt eine schattige Vegetation mit Ameisenbäumen und Helikonien inmitten einer dichten Bodenflora und hält sich häufig in der nahen Umgebung von Flüssen auf.

## Lebensweise
Der Ockerbrust-Todityrann ernährt sich hauptsächlich von Insekten, einschließlich Schmetterlingsraupen. Er ist überwiegend in der mittleren Baumschicht in einer Höhe zwischen einem und vier Meter zu beobachten und geht einzeln oder paarweise auf Nahrungssuche, wobei er sich 0,3 bis 3,5 Meter über dem Boden aufhält. Die Nahrung liest er im Schwebflug von den Blattunterseiten auf. In der Área de Proteção Ambiental de Guaratuba ist der Ockerbrust-Todityrann in dichten Lianen anzutreffen, die sich häufig über kleinen Flüssen befinden. Über das Brutverhalten ist fast nichts bekannt. Ein Nest in der Errichtungsphase wurde im Oktober 1998 in einer Höhe von ungefähr sechs Metern über dem Boden zwei bis drei Meter innerhalb eines Primärwaldes in einer Höhenlage von 250 Metern entdeckt.

## Gefährdung
Der Ockerbrust-Todityrann wurde 1929 entdeckt. Nachdem 1950 bei Brusque ein weiteres Exemplar gefunden wurde, galt er als verschollen, bis er 1991 bei Salto do Piraí (nordwestlich von Vila Nova) wiederentdeckt wurde. Der Ockerbrust-Todityrann hat ein sehr kleines Verbreitungsgebiet von 19 km², das durch Entwaldung, der Errichtung von Plantagen sowie der Urbanisierung der Küstenebene stark unter Druck der Bevölkerung steht. BirdLife International stuft den Ockerbrust-Todityrann als „stark gefährdet“ ein und schätzt den Bestand auf zwischen 9.000 und 18.500 Exemplaren. Die beiden größten Populationen kommen in den Schutzgebieten Reserva Particular do Patrimônio Natural de Volta Velha in Santa Catarina sowie in der Área de Proteção Ambiental de Guaratuba in Paraná vor.